# Id Tech 7
id Tech 7 - це багатоплатформенний власний ігровий рушій, розроблений id Software. Як частина серії ігрових рушіїв id Tech, він є наступником id Tech 6. Вперше програмне забезпечення було продемонстровано на QuakeCon 2018 в рамках анонсу програмного забезпечення Doom Eternal.

## Технологія
id Tech 7 відрізняється вдесятеро більшою геометричною деталізацією та вищою вірністю текстури від id Tech 6.  Можливості ігрового рушія дозволяють йому створити нову систему під назвою "Знищувані демони", в якій тіла ворогів поступово руйнуються в бою. На ПК id Tech 7 підтримуватиме лише рендеринг Vulkan.  За словами розробника двигуна Акселя Гнейтінга, двигун не має "основного потоку ". 

### Покращення в порівнянні з id Tech 6
- На 1 мільйон рядків коду менше, в основному завдяки видаленню механізму рендерингу OpenGL [4]
- Уніфіковане HDR освітлення та тіні
- Повна підтримка HDR на PS4, PS4 Pro, XB1S, XB1X та ПК [5] [6]
- Композиція, змішування та фарбування матеріалів із декількох PBR
- Підвищена точність текстур та геометричні деталі.
- Покращена глобальна якість освітлення
- Значно вдосконалена система частинок, оскільки більше частинок працює на графічному процесорі, що забезпечує більші вибухи, більше атмосферної об'ємності та більш яскраві ефекти частинок [7]
- Обмеження частоти кадрів збільшено до 1000 кадрів в секунду. Обмеження частоти кадрів становило 250 кадрів в секунду в id Tech 6
- Переписана система завдань для більш ефективного використання всіх доступних процесорних ядер
- Покращені ефекти післяобробки, більш детальне згладжування та покращена розмитість руху
- Підтримка ігрових зон вдвічі більше, ніж у id Tech 6 [8]
- Покращена передача зображень [9]
- Розширена система наклейок
- Покращена система LOD
- Нова система відбору трикутників, світла та оклюзії GPU для відтворення того, що не відображається на екрані
- Суттєво покращена компресія
- Покращений час завантаження рівня, також після смерті
- DLSS 2.
- Променеві відбиття.

## Ігри, що використовують id Tech 7
- Doom Eternal (2020) – id Software

## Дивитися також
- Список ігрових рушіїв